# Ngô Tiến Hùng
Ngô Tiến Hùng (sinh ngày 30 tháng 11 năm 1962) là một thẩm phán người Việt Nam. Ông hiện là Thẩm phán toà án nhân dân tối cao, thành viên Hội đồng Thẩm phán Toà án nhân dân tối cao. Chánh Văn phòng Tòa án nhân dân tối cao Việt Nam. Ông từng là Phó Chánh án Tòa án nhân dân cấp cao tại Hà Nội, Thẩm phán Tòa án nhân dân tối cao, Chánh tòa Tòa Lao động Tòa án nhân dân tối cao (Việt Nam), Chánh án Tòa án nhân dân tỉnh Nam Định, Vụ trưởng Vụ Kế hoạch - Tài chính Tòa án nhân dân tối cao (Việt Nam).

## Sự nghiệp
Ngày 2 tháng 5 năm 2012, ông được bổ nhiệm giữ chức vụ Chánh án Tòa án nhân dân tỉnh Nam Định nhiệm kỳ 2012-2017 theo Quyết định số 818/QĐ-TCCB của Chánh án Tòa án nhân dân tối cao (Việt Nam). Trước đó ông là Phó Chánh án Tòa án nhân dân tỉnh Nam Định.
Ngày 15/5/2013, từ chức vụ Chánh án Tòa án nhân dân tỉnh Nam Định, ông được bổ nhiệm giữ chức vụ Vụ trưởng Vụ Kế hoạch - Tài chính Tòa án nhân dân tối cao (Việt Nam), thời hạn 5 năm.
Ông từng là Chánh tòa Tòa Lao động Tòa án nhân dân tối cao (Việt Nam).
Ngày 12 tháng 8 năm 2015, ông được Chánh án Tòa án nhân dân tối cao Trương Hòa Bình bổ nhiệm giữ chức vụ Phó Chánh án Tòa án nhân dân cấp cao tại Hà Nội vừa mới thành lập.
Ngày 1 tháng 4 năm 2019, Ngô Tiến Hùng được điều động, bổ nhiệm giữ chức vụ Chánh Văn phòng Tòa án nhân dân tối cao Việt Nam thay Phạm Quốc Hưng theo Quyết định số 286/QĐ-TANDTC.